# Zaparo-Sprachen

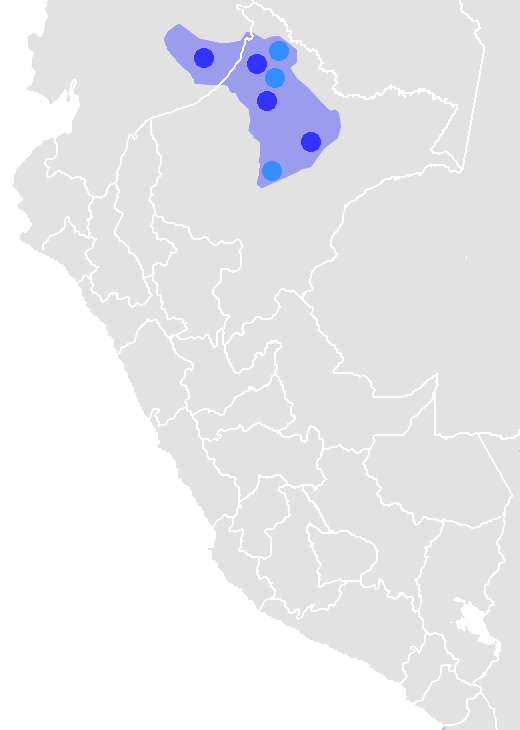
Verbreitungsgebiet der Záparo-Sprachen

Die Záparo-Sprachen (benannt nach der Einzelsprache Záparo) sind eine fast ausgestorbene indigene südamerikanische Sprachfamilie, die aus sieben Einzelsprachen besteht (in eckigen Klammern ist jeweils der ISO 639-3-Code angegeben):
- Andoa [anb] (ausgestorben)
- Arabela [arl] (ca. 50 Sprecher)
- Aushiri [avs] (ausgestorben)
- Cahuarano [cah] (ca. 5 Sprecher)
- Iquito [iqu] (ca. 35 Sprecher)
- Omurano [omu] (ausgestorben)
- Záparo [zro] (praktisch ausgestorben)

Mit Ausnahme des Záparo, das in Ecuador gesprochen wurde, sind alle diese Sprachen in Perú beheimatet.
Doris L. Payne hält eine Verwandtschaft dieser Sprachen mit den Peba-Yagua-Sprachen für möglich.